# Пугачка
Пу́гачка (рос. Пугачка) — невелика річка в Алнаському районі Удмуртії, Росія, права притока Тойми.
Довжина річки становить 9 км. Бере початок на Можгинської височини, впадає до Тойми південніше села Удмуртське Кізеково. В середній течії та біля гирла збудовано автомобільні мости. Майже на всьому протязі протікає через ялиново-липові ліси.